# Arcadio Zentella y Sánchez Mármol
Arcadio Zentella y Sánchez Mármol fue un poeta y periodista mexicano, nacido en Cunduacán, en el Estado de Tabasco en 1872, y fallecido en Mérida, Yucatán, en 1950. Hijo de Arcadio Zentella Priego y Mercedes Sánchez Mármol. Periodista y poeta, liberal y republicano y sobrino de Manuel Sánchez Mármol, político y periodista también tabasqueño.

## Datos biográficos
Vivió en Yucatán la mayor parte de su vida a pesar de haber nacido en Tabasco, de padre y madre tabasqueños. Se ganó la vida como profesor de farmacia, formación que adquirió en Yucatán. Combinó, sin embargo, su profesión con su vocación de periodista, siendo redactor en el periódico El Peninsular editado en Mérida por otro tabasqueño, José María Pino Suárez quien más tarde murió como vicepresidente de México como consecuencia de la Decena Trágica.
Desde esa trinchera periodística, Zentella y Sánchez Mármol combatió a la dictadura de Porfirio Díaz, distinguiéndose también como orador en las varias campañas que Pino Suárez hizo en Yucatán a favor de su candidatura a la gubernatura del estado y también en favor de la campaña nacional de Francisco I. Madero.
Fue diputado local y también tesorero general de Yucatán durante un breve periodo. Salió del estado un tiempo y participó en 1911 en la toma de Ciudad Juárez al inicio de la revolución mexicana, aunque no lo hizo como militar sino en funciones de tipo administarivo.
En 1913 sirvió durante un tiempolapso en el servicio diplomático como cónsul de México en Nueva Orleans y Filadelfia, en los Estados Unidos de América y también en La Habana, Cuba. Regresó a Yucatán y desilusionado de la actividad política se dedicó nuevamente a su profesión de farmacéutico y a escribir poemas de buena factura.
Hacia 1939, recopiló en un tomo una buena parte de sus poesías que intituló Visiones y paisajes y que contiene principalmente sonetos, aunque también alejandrinos y octosílabos. Admirador de Salvador Díaz Mirón y de Víctor Hugo, hizo permear la influencia de ambos en su obra por la que ganó reconocimiento público que le fue otorgado sin regateo al final de su vida.